# André Ruellan
André Ruellan (geboren am 7. August 1922 in Courbevoie, Hauts-de-Seine, Frankreich; gestorben am 10. November 2016 in Paris, Frankreich) war ein französischer Autor von Science-Fiction- und Horrorerzählungen, Drehbuchautor und Arzt, der bis 1970 überwiegend unter dem Pseudonym Kurt Steiner veröffentlichte.

## Leben
Ruellan begann als Autor von Horror- und SF-Erzählungen, die er in Magazinen wie Fiction und Hara-Kiri veröffentlichte. In den 1960er Jahren gehörte er zu den wichtigsten Autoren des Verlags Fleuve noir. Seine über 30 Romane erschienen vorwiegend unter dem Pseudonym Kurt Steiner, das er aber Anfang der 1970er Jahre ablegte, als er sich dem Schreiben von Filmdrehbüchern zuwandte, unter anderem für Der Zerstreute (1970), Alfred, die Knallerbse (1972) und die Die Hunde (1979).
Zu seinen wichtigsten SF-Arbeiten zählen:
- Les enfants de l’histoire (1970), ein soziologischer SF-Roman, der die Pariser Maiunruhen von 1968 verarbeitet,
- Le disque rayé (1970), ein Zeitreiseroman,
- Tunnel (1973), angesiedelt in einem düsteren, von Terror und Gewalt beherrschten postapokalyptischen Paris, deutsch als Paris 2020,
- Brebis galeuses (1974), ebenfalls eine Dystopie, und
- Mémo (1984), für den er mit dem Grand Prix de l’Imaginaire ausgezeichnet wurde, dem wichtigsten französischen Preis für Phantastik.

Für die Satire Manuel du savoir-mourir (deutsch als Die Kunst zu sterben) erhielt er 1963 den Prix de l'Humour Noir. 2009 wurde er für sein Lebenswerk mit dem Prix Cyrano ausgezeichnet.

## Bibliografie
Ortog (Romanserie, als Kurt Steiner)
- 1 Aux armes d’Ortog (1960)
- 2 Ortog et les ténèbres (1969)
- Ortog : l’intégrale (1975, Sammelausgabe von 1 und 2)

Les contes de la guêpe saoule (Kurzgeschichtenserie)
- La boîte à outils (1984)
- Un garçon douillet (1985)
- Bon appétit ! (1985)
- Cocktail (1985)

Romane (als Kurt Steiner)
- Alerte aux monstres (1953, als Kurt Wargar)
- Le bruit du silence (1955)
- De flamme et d’ombre (1956, als André Ruellan)
- Fenêtres sur l’obscur (1956)
- Le seuil du vide (1956)
- Pour que vive le diable (1956)
- Je suis un autre (1957)
- L’envers du masque (1957)
- Les dents froides (1957)
- Les pourvoyeurs (1957)
- Les rivages de la nuit (1957)
- Sueurs (1957)
- L’herbe aux pendus (1958)
- La marque du démon (1958)
- Le prix du suicide (1958)
- Le village de la foudre (1958)
- Lumière de sang (1958)
- Menace d’outre-Terre (1958)
- Syncope blanche (1958)
- Dans un manteau de brume (1959)
- La chaîne de feu (1959)
- Mortefontaine (1959)
- Salamandra (1959)
- Le 32 juillet (1959)
- Glace sanglante (1960)
- Le masque des regrets (1960)
- Manuel du savoir-mourir (1963, als André Ruellan)
  - Deutsch: Die Kunst zu sterben. Ein Lehrbuch. Illustriert von Topor. Übersetzt von Eugen Helmlé. Limes Nova #14, 1966. Neuauflage: Moewig (Playboy #6810), 1982, ISBN 3-8118-6810-1.
- Les improbables (1965)
- Les océans du ciel (1967)
- Les enfants de l’histoire (1969)
- Le disque rayé (1970)
- Tunnel (1973, als André Ruellan)
  - Deutsch: Paris 2020. Übersetzt von Eva Schwarz. Bastei Lübbe Science Fiction Bestseller #22028, 1981, ISBN 3-404-22028-5.
- Brebis galeuses (1974)
- Un passe-temps (1979)
- Les chiens (1979, als André Ruellan)
- Mémo (1984, als André Ruellan)
  - Deutsch: Memo. Heyne Science Fiction & Fantasy #4414, 1987, ISBN 3-453-00428-0.
- Albert et Georgette (1995)
- Écrits cathodiques (1997)
- Big Crunch (2009)

Kurzgeschichten
- L’araignée du professeur Bjornsen (1954)
- Le règne des plusieurs (1959)
- Décalage (1963, mit Jacques Bergier)
- Point de tangence (1963)
- Le terme (1963)
- Chrysalia (1964)
  - Deutsch: Chrysalia. In: Daniel Fondanèche (Hrsg.): Die gezinkten Karten der Zukunft. Heyne (Heyne Science Fiction & Fantasy #3837), 1981, ISBN 3-453-30740-2.
- Un jour, une nuit (1965, auch als Luc Vigan)
- Magasin central (1966)
- Félin pour l’autre (1977)
  - Deutsch: In…brünstig. In: Jörg Weigand (Hrsg.): Sterbegenehmigung. Moewig (Playboy Science Fiction #6737), 1984, ISBN 3-8118-6737-7.
- Une torture à visage humain (1981)
- Je reviens de loin, mais j’y retourne (1992)
- Albert, t’es gaga (1999)
- Alerte aux voleurs de dimensions (1999)
- Chat, y es-tu ? (1999)
- Comment dépasser Guillaume d’Orange (1999)
- Comment rater sa naissance (1999)
- Comment rater son existence (1999)
- Comment se conduire en voiture (1999)
- Comment tomber (1999)
- Conseils pour le maintien de l’ordre (1999)
- Déchets d’œuvres (1999)
- Dépannage (1999)
- Don Juan et le Petit Chaperon Rouge (1999)
- Georgette, tu es anxieuse (1999)
- Hommage au novateur Sidoine Croulimphre (1999)
- J’ai écrit un scénario extra (1999)
- L’échange (1999)
- L’emmèrement (1999)
- L’odeur de l’argent (1999)
- La consultation (1999)
- La cure d’effroi (1999)
- La guérison panique (1999)
- La médecine meurt-elle au printemps ? (1999)
- La panade, maladie d’importation (1999)
- La preuve (1999)
- Le chamisseur (1999)
- Le porte-clefs des songes. Petit manuel du savoir-dormir (1999)
- Le testament considéré comme document anti-panique (1999)
- Les problèmes du couple (1999)
- Les problèmes du couple au XXIe siècle (1999)
- Les vacances, c’est pas des loisirs (1999)
- Liliane et l’Odyssée (1999)
- Lorsque l’enfant paraît (1999)
- Métro (1999)
- Nettoyage (1999)
- Nuit blanche (1999)
- Petit dictionnaire médical. Lettre A (1999)
- Projets pour ma prochaine création (1999)
- Service de recherche (1999)
- Souriez (1999)
- Stakhanov junior (1999)
- Un collier de misère (1999)
- Un garçon fragile (1999)
- Vingt-quatre heures de la vie d’Albert (1999)
- Temps mort (2009)
- Obsolescence programmée (2013)

## Filmografie
Drehbuch
- 1965–1966: Marie Mathématique (TV Mini-Serie, 6 Episoden)
- 1970: Der Zerstreute (Le Distrait)
- 1972: Alfred, die Knallerbse (Les malheurs d'Alfred)
- 1972: Le seuil du vide
- 1973: Les grands sentiments font les bons gueuletons
- 1974: L’ombre d’une chance
- 1975: Der rote Ibis (L'Ibis rouge)
- 1975: La chatte sur un doigt brûlant
- 1975: Infidélités
- 1975: Hu-Man
- 1977: Le roi des bricoleurs
- 1979: Die Hunde (Les chiens)
- 1982: Brainwash – Ein Mann in Bestform (Paradis pour tous)
- 1984: Série noire – Sa majesté le flic (Fernsehserie, 1 Episode)
- 1984: Billet doux (TV Mini-Serie)
- 1989: Divine enfant
- 1990: Der Erdnuss-Coup (Il gèle en enfer)
- 1992: Ville à vendre
- 1994: Bonsoir (nach dem Roman Les égarements de Mr René)
- 1995: Schwarz wie die Erinnerung (Noir comme le souvenir)
- 1998: Vidange
- 2001: La bête de miséricorde
- 2002: Les araignées de la nuit
- 2004: Touristes? Oh yes!
- 2005: Grabuge!
- 2007: Le deal
- 2010: Colère (Fernsehfilm)
- 2012: Le mentor
- 2014: Calomnies